# 7365 Седжон
7365 Седжон (7365 Sejong) — астероїд головного поясу, відкритий 18 серпня 1996 року.
Тіссеранів параметр щодо Юпітера — 3,620.
Названо на честь корейського короля Седжона Великого (1397-1450), до 600-ї річниці з дня народження.